# Metagonimus yokogawai
Metagonimus yokogawai лат.  — паразитический плоский червь отряда Echinostomida, вызывающий метагонимоз.

## Описание
Metagonimus yokogawai длиной 1—2,5 мм, шириной 0,4—0,7 мм. Тело покрыто маленькими шипиками, брюшная присоска слита с ротовой. Яйца имеют размеры 0,023—0,029 х 0,014—0,018 мм с крышечкой на одном и утолщением скорлупы на другом конце. Взрослые паразиты локализуются в тонком кишечнике человека, собаки, кошки. Развитие происходит со сменой двух хозяев — пресноводных моллюсков и различных видов рыб (форель, уссурийский сиг, амурский лещ, сазан, карась, верхогляд и др.).
Заражение человека происходит при употреблении в пищу сырой рыбы и случайном заглатывании её чешуек. Заболевание распространено в Китае, Корее, Японии, в бассейне Амура, а также на Сахалине.